# 멀티플렉스

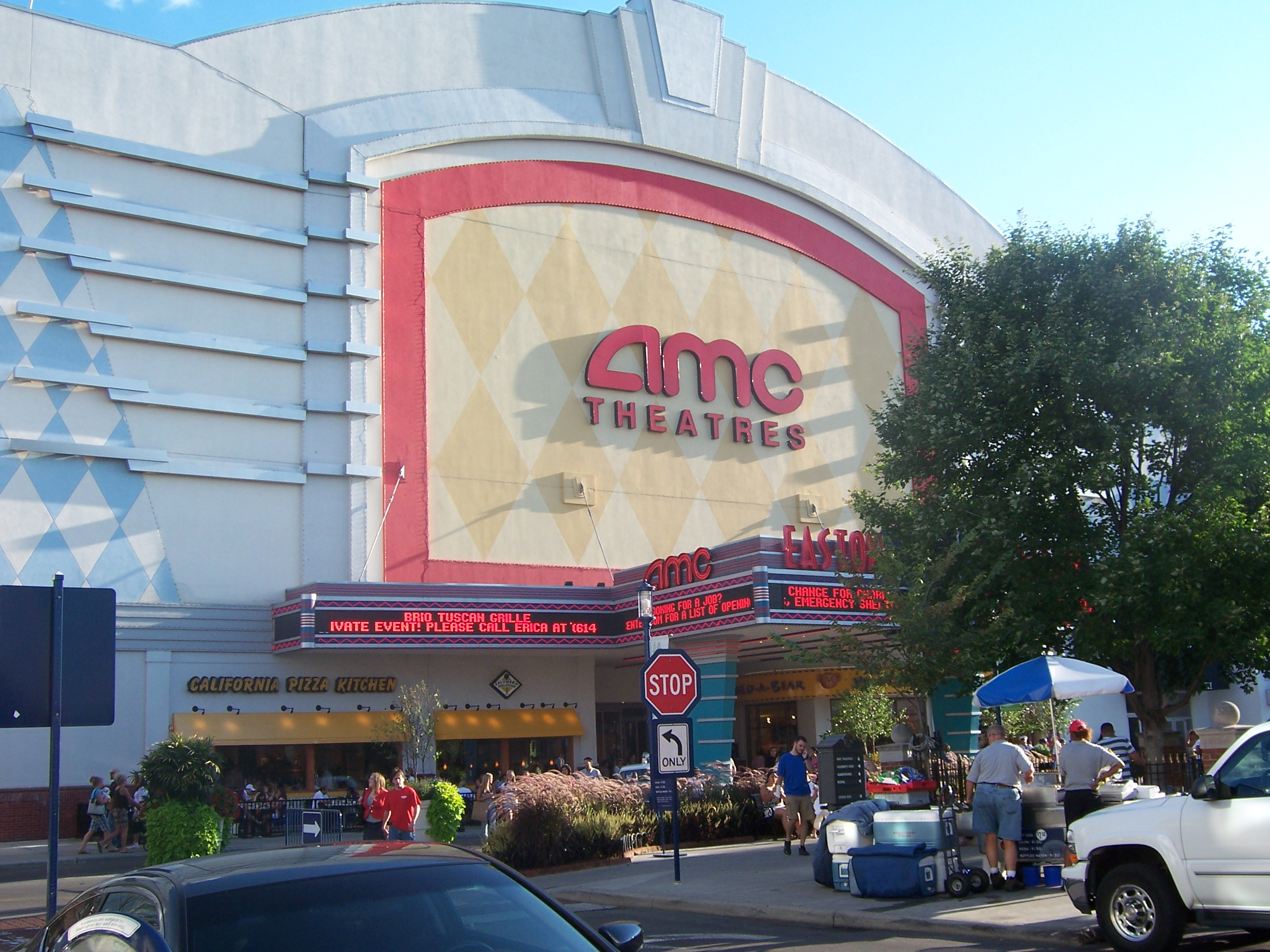
미국 오하이오주, 콜럼버스에 위치한 복합 상영관, AMC Easton Town Center 30.

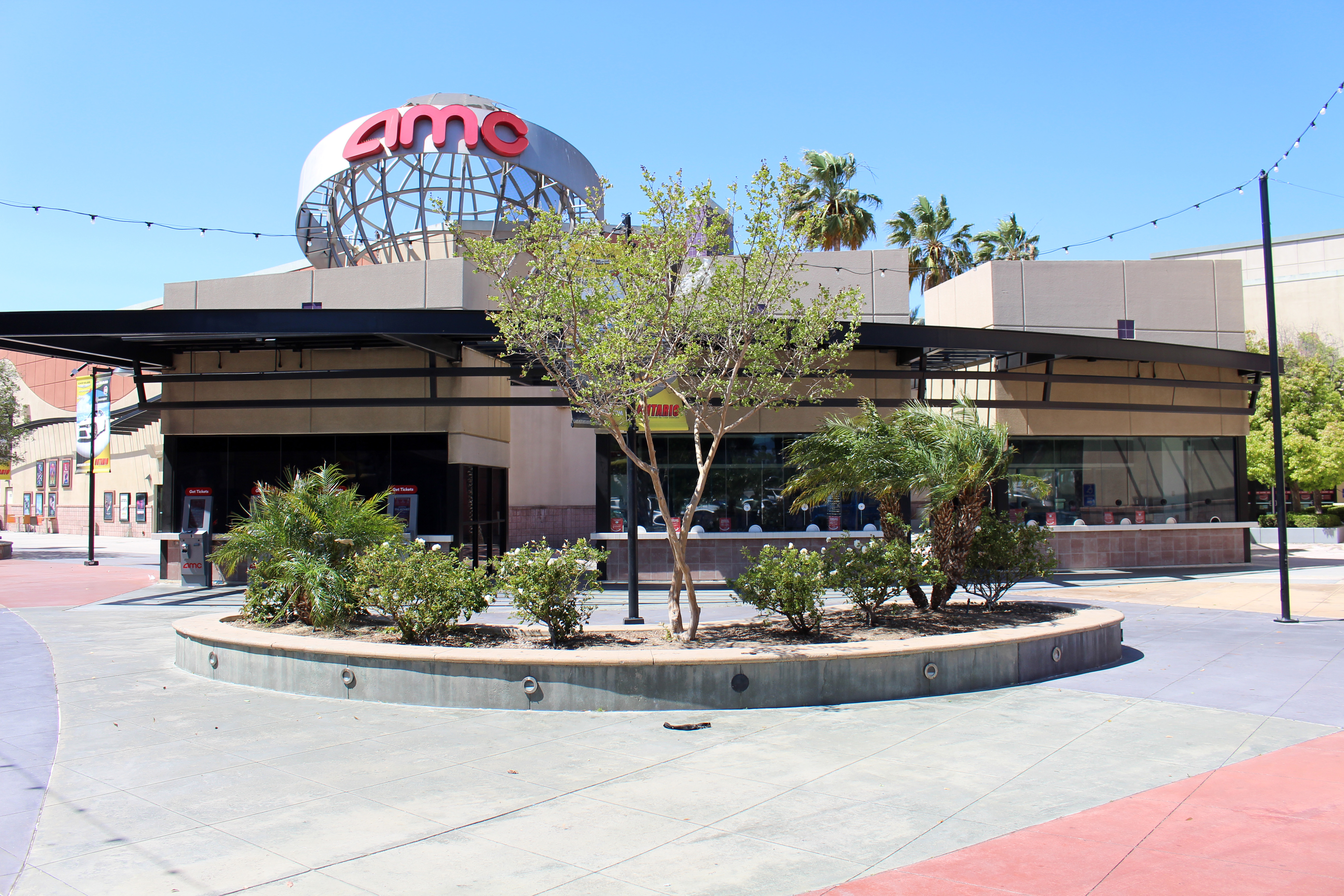
캘리포니아주 온타리오의 쇼핑 센터 온타리오 밀스에 있는, 30개의 스크린을 갖춘 전형적인 AMC 극장 megaplex

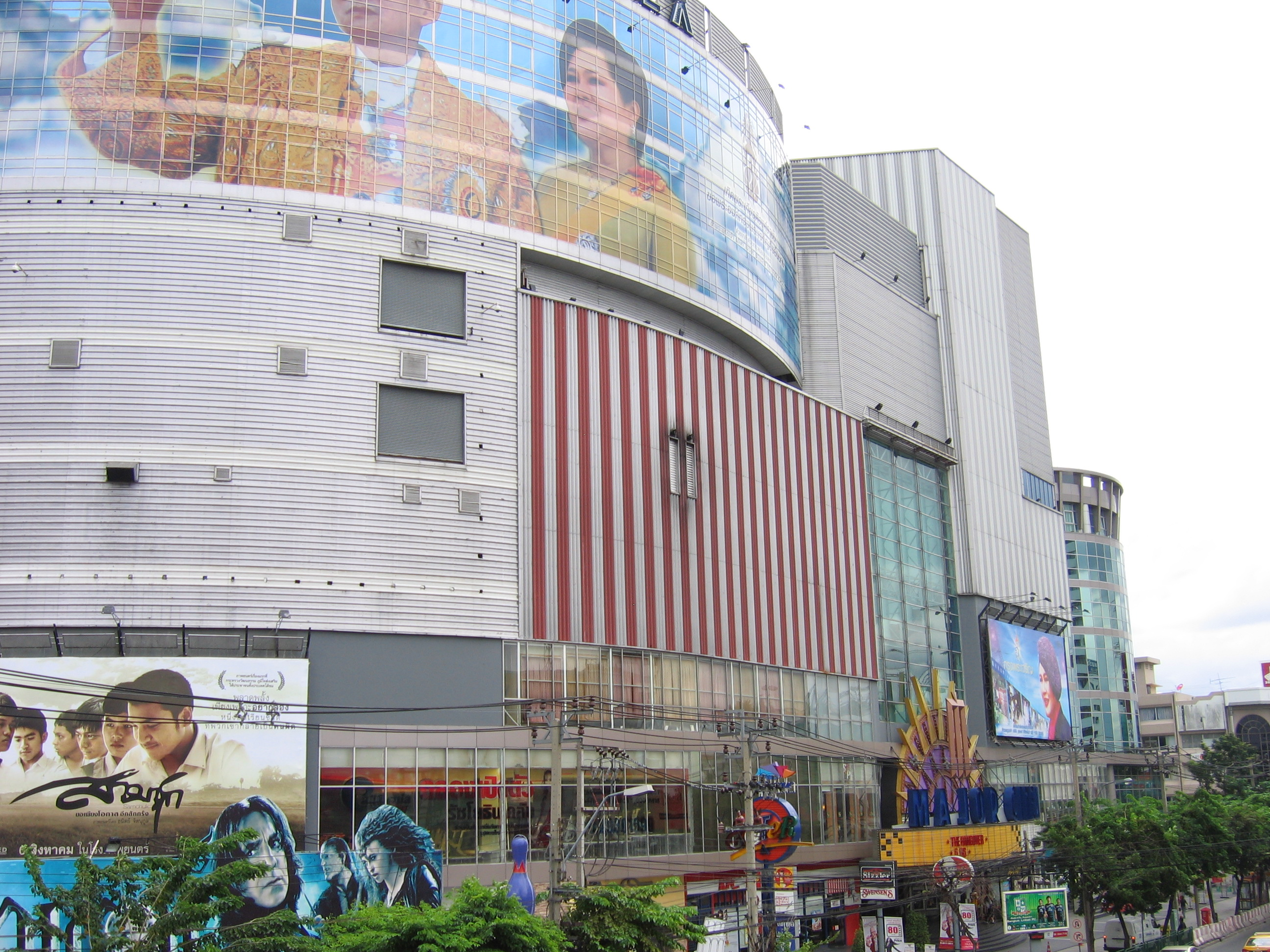
태국 방콕에 위치한 복합 상영관,
Major Cineplex Ratchayothin.

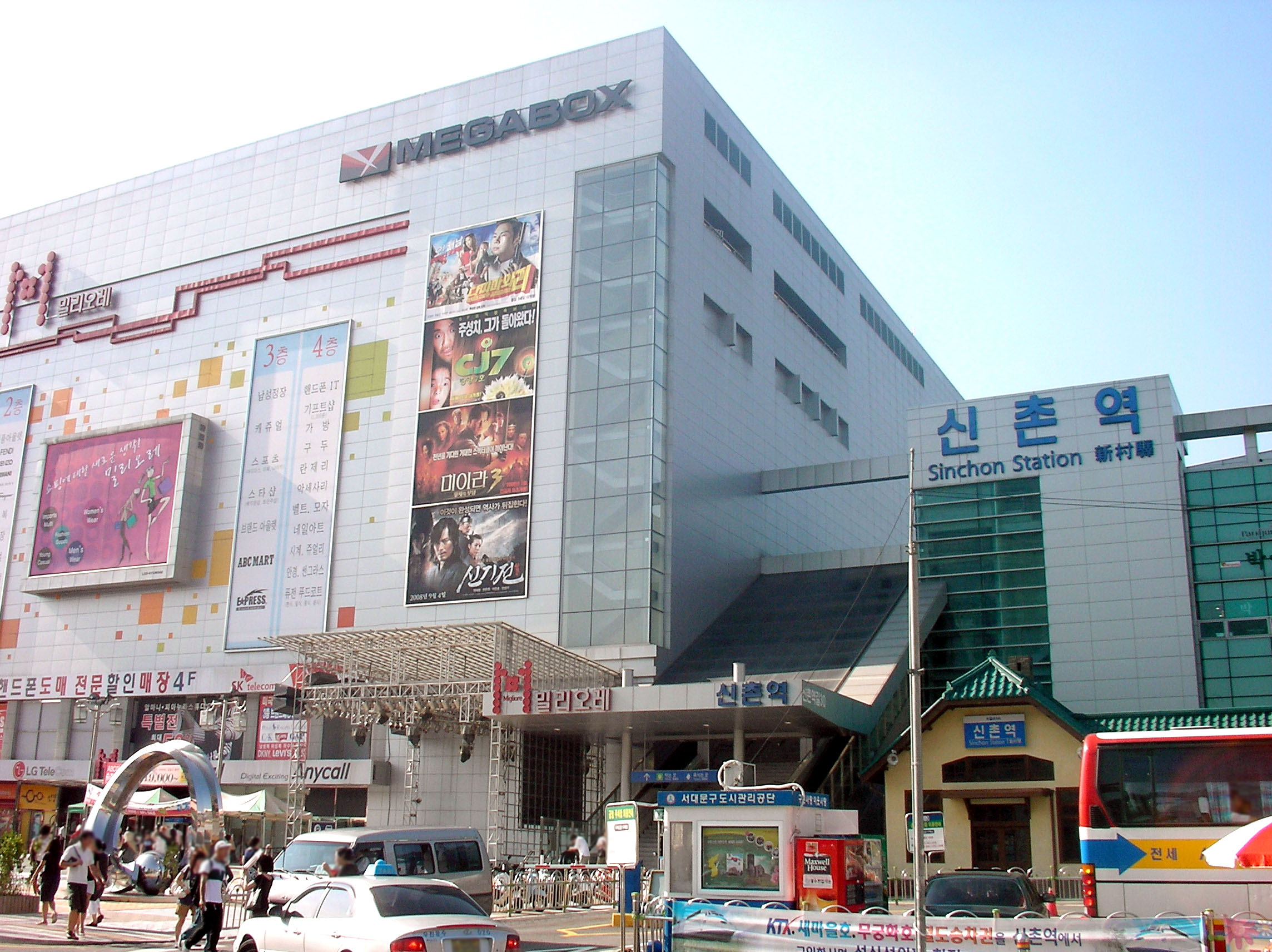
대한민국 서울 신촌에 위치한 메가박스.

멀티플렉스(영어: multiplex), 메가플렉스(megaplex), 복합 영화관(複合映畵管), 복합 상영관(複合上映館)은 영화관의 한 형태로서 다수의 상영관이 한 건물에 모여 있는 극장을 말한다. 멀티플렉스는 하나의 단지 내에 여러 개의 스크린을 갖춘 영화관 단지를 말한다. 일반적으로 특별히 설계된 건물에 배치된다. 때로는 기존 공연장을 개조하여 기존 강당을 더 작은 강당으로 분할하거나 건물을 확장하거나 확장하여 더 많은 강당을 추가하는 경우도 있다. 이 단지 중 가장 큰 단지는 수천 명을 수용할 수 있으며 때로는 메가플렉스라고도 한다.
멀티플렉스와 메가플렉스의 차이는 스크린 수에 따라 다르지만 구분선이 명확하지 않다. 16개의 스크린과 경기장 좌석이 메가플렉스를 이룬다는 의견도 있고, 최소 24개의 스크린이 필요하다는 의견도 있다. 메가플렉스 극장에는 경기장 좌석이나 일반 좌석이 있을 수 있으며, 소규모 영화관에서는 흔히 볼 수 없는 기타 편의 시설이 있을 수 있다. 멀티플렉스 극장에는 일반 좌석이 있는 경우가 많다.
벨기에 키네폴리스 그룹(Kinepolis Group)이 소유한 스페인의 키네폴리스-마드리드 시우다드 데 라 이마겐(Kinepolis-Madrid Ciudad de la Imagen) 메가플렉스는 25개 스크린과 996석 규모의 강당 1개를 포함해 9,200석을 수용할 수 있는 세계 최대 규모의 영화관이다.

## 역사

### 기원
멀티플렉스의 발명가가 누구냐는 문제는 “영화관 역사상 가장 오랫동안 지속된 논쟁 중 하나”이다. 2004년 책에서 로스 멜닉(Ross Melnick)과 안드레아스 푹스(Andreas Fuchs)는 제임스 에드워즈(James Edwards), 섬너 레드스톤(Sumner Redstone), 스탠리 더우드(Stanley Durwood), 찰스 포터(Charles Porter), 냇 테일러(Nat Taylor) 등 5명의 주요 후보를 확인했다.
1915년 전시자 찰스 포터(Charles Porter)는 미시간주 디트로이트에 이중 강당 영화관으로 알려진 최초의 사례인 듀플렉스 극장(Duplex Theatre)을 열었다. 단일 건물에 750석 규모의 강당 2개를 갖추고 공통 매표소와 입구를 공유했다. 듀플렉스 극장의 역사는 제대로 기록되지 않았으며 포터가 극장을 그런 식으로 지은 이유는 알 수 없지만 당시에 비해 너무 발전된 것 같았다. 1922년에 문을 닫았고 연회장으로 리모델링되었다.
1915년경 뉴브런즈윅 주 멍크턴에 있는 두 개의 인접한 극장은 동일한 소유권 하에 메인 스트리트의 단일 입구를 공유하도록 전환되었다. 관객들이 문에 들어서면 각 극장별로 별도의 티켓 부스가 마련되어 다양한 프로그램이 상영됐다. 이 배열은 너무 특이해서 로버트 리플리(Robert Ripley)의 믿거나 말거나(Believe It or Not!)에서 소개되었다. 멀티플렉스 이전에는 일부 영화관에서는 1926년 이집트 카이로의 경우와 같이 하나의 강당에서 동시에 여러 영화를 상영했다.
1930년 영국 맨체스터의 리갈 트윈스(Regal Twins)가 세계 최초의 멀티플렉스가 되었고, 1936년 런던 옥스퍼드 스트리트에 스튜디오 1, 2가 설립되었다.
1937년 제임스 에드워즈(James Edwards)는 인접한 상점 전면을 두 번째 "별관" 스크린으로 전환하여 로스앤젤레스 지역에 자신의 알함브라 극장을 자매결연하게 만들었다. 두 화면 모두 동일한 장편 영화를 표시하지만 하나는 이중 청구서도 제공한다. Nat Taylor(아래 참조) 이후 어느 정도 시간이 지나기 전까지는 두 화면에 서로 다른 영화를 표시하는 것으로 전환되지 않았다. 1940년 2월 25일, 사우스 캐롤라이나주 에이켄에 있는 패트리샤 극장은 운영자 H. 버트 램이 인접한 건물에 스크린을 추가하고 다른 영화를 상영하는 미국 최초의 2개 스크린 극장이 되면서 뉴스를 만들었다. 공동 매표소를 공유했다. 메인 스크린은 패트리샤 극장으로 남았고 패트리샤 별관은 리틀 패트리샤로 알려지게 되었다.
1947년 12월 캐나다 오타와의 엘진 극장 운영자인 냇 테일러(Nat Taylor)는 그의 첫 번째 극장 옆에 더 작은 두 번째 극장("리틀 엘진")을 열었다. 그러나 1957년이 되어서야 테일러는 여전히 돈을 벌고 있는 영화를 새 개봉작으로 교체해야 하는 것에 짜증이 나서 각 극장에서 다른 영화를 상영하기로 결정했다. 테일러는 1962년 퀘벡주 몬트리올의 플레이스 빌 마리(Place Ville Marie)와 1964년 온타리오주 토론토의 요크데일 플라자(Yorkdale Plaza)에 듀얼 스크린 극장을 열었다.
또한 1947년 후반에 쿠바 하바나에 듀플렉스 영화관이 건립되어 기존의 렉스 시네마(Rex Cinema, 1938년 개장)와 현관 및 부대 시설을 공유했다. 둘 다 같은 건축가 루이스 보니치(Luis Bonich)가 디자인했다. 프로그래밍이 조정되어 그 중 하나가 다큐멘터리와 뉴스 영상을 보여주었다. 다른 하나는 장편 영화를 상영하고 있었다. 적어도 1990년대까지는 사용되었다.
1963년 AMC 극장은 캔자스 시티의 워드 파크웨이 쇼핑 센터에 2개 스크린의 파크웨이 트윈을 열었는데, 이 개념은 나중에 회사 사장 스탠리 더우드가 1962년에 생각해냈다고 주장한 개념으로 단일 극장의 수익을 두 배로 늘릴 수 있다는 것을 깨달았다. 두 번째 스크린을 추가해도 여전히 같은 크기의 직원으로 운영된다. 또한 파크웨이가 위치한 쇼핑센터 구조는 대형 극장을 지탱할 수 없기 때문에 이를 피하기 위해 소극장 2개를 건립했고, 처음에는 두 극장에서 같은 영화를 상영했다.

### 메가플렉스
1979년 4월 개장한 시네플렉스는 냇 테일러가 토론토 이튼 센터에 공동 설립한 18개 스크린을 보유하고 있으며 한 지붕 아래 세계 최대 규모의 복합 극장이 되었다. 적어도 1981년에는 21개 스크린으로 확장되었다.
1988년 11월 벨기에 체인인 키네폴리스에 의해 25개의 스크린과 7,600개의 좌석을 갖춘 키네폴리스 브뤼셀이 개장했으며 종종 최초의 "메가플렉스"로 평가된다.
1996년 12월 13일, 30개의 스크린을 갖춘 극장인 AMC 온타리오 밀스 30(AMC Ontario Mills 30)이 캘리포니아 주 온타리오에 개장하여 세계에서 가장 많은 스크린을 보유한 극장이 되었다. 이것은 결국 다른 AMC 30개 스크린 극장과 연결되었다.

### 장소 규모 및 수요
1980년대와 1990년대에 AMC 극장은 미국 전역에서 멀티플렉스 및 메가플렉스 건설의 엄청난 붐을 주도했다. 1988년부터 2000년까지 미국의 스크린 수는 약 23,000개에서 37,000개로 폭발적으로 증가했다. 1997년 말까지 미국에는 2,800개 이상의 스크린을 갖춘 149개의 메가플렉스가 있었다. 새로운 극장, 특히 메가플렉스는 종종 소규모 극장을 쓸어버리고 시장 통합으로 이어졌다. 혼잡한 시내 지역에 있는 노후화된 단일 스크린 영화관은 편리한 선택(영화 및 상영 시간 측면에서), 거대한 스크린, 경기장 좌석(더우드 아이디어), 팔걸이 컵 홀더(다른 아이디어) 등 다양한 옵션을 갖춘 새로운 교외 메가플렉스와 경쟁할 수 없었다. 비디오 아케이드, 넓은 주차장, 최첨단 프로젝션 및 서라운드 사운드 기술을 갖추고 있었다. 일부 지역에서는 메가플렉스가 영화 관객을 위한 또 하나의 선택이 아니라 곧 유일한 선택이 되어 다른 모든 극장을 폐업하게 만들었다. 1995년부터 2004년까지 미국의 총 극장 수는 7,151개에서 5,629개로 감소했다.
멀티플렉스와 메가플렉스는 전통적인 단일 스크린 영화관에 비해 두 가지 주요 장점이 있는 것으로 추정된다. 즉, 여러 강당에서 공통 인프라와 직원을 공유할 수 있고, 강당 크기의 변화를 통해 수요에 맞게 수용 능력을 더 잘 맞출 수 있다는 것이다. 그러나 영화관 운영자는 결국 경기장 크기의 영화관이 경기장과 동일한 결함이 있는 비즈니스 모델을 공유한다는 문제를 발견했다. 높은 고정 운영 비용과 특정 연도에 실제로 모든 좌석을 채울 수 있는 영화가 거의 없다는 사실이 결합되었다. (평균 점유율은 약 10-15%임). 이러한 성급한 개발 과정의 결과로 거의 모든 미국 주요 영화관 회사가 결국 파산했다. 파산을 피할 수 있었던 소수의 극장 중에는 AMC 극장과 시네마크 극장이 있었다.
1990년대 후반과 2000년대 초반 미국에서 새로운 스크린의 붐은 할리우드 배급 모델에 여러 가지 변화를 가져왔다. 1990년대 미국 영화 스튜디오에서는 1999년 히트작인 존 말코비치 되기와 같이 이전 시대에는 폭넓은 연극 관객을 찾는 것이 훨씬 어려웠을 메가플렉스에 기발한 인디 영화와 예술 영화를 배포하는 실험을 했다. 그러나 21세기에 멀티플렉스와 메가플렉스 소유주들이 여러 스크린에 걸쳐 상영 시간을 엇갈리게 함으로써 대규모 예산의 블록버스터 영화를 하루 종일 상영할 수 있다는 사실을 깨닫게 되자 영화 스튜디오들은 블록버스터 편에 뛰어들어 영화 슬레이트를 블록버스터 영화로 옮겼다. 기존 미디어 프랜차이즈를 기반으로 한다.

## 세계의 복합 상영관
잘 알려진 복합 상영관으로는 미국의 AMC Theatres, Regal Cinemas와 영국의 Cineworld Cinemas, 그리고 태국의 Major Cineplex 등이 있다.
세계 최대의 복합 상영관은 1997년 벨기에, 브뤼셀에서 개관한 시네플렉스이다. 이곳에는 상영관 30개, 좌석 9,500석이 있다.

### 대한민국
1998년 4월 서울 광진구 강변역 테크노 마트에 개관한 CJ CGV 1호점을 대한민국 최초의 복합 상영관으로 보고 있다.
현재는 CGV, 롯데시네마, 메가박스, 씨네Q의 4강 체제가 국내 대부분의 영화관 사업을 형성하고 있다.

### 호주
남반구에서 가장 큰 메가플렉스는 남호주 애들레이드에 위치한 26개 스크린을 갖춘 Marion MEGAPLEX이다. 메가플렉스는 원래 그레이터 유니언 브랜드의 30개 스크린 메가플렉스였지만 골드 클래스 및 V-Max 스크린을 수용하도록 수정되었으며 이벤트 시네마(Event Cinemas)로 브랜드가 변경되었다. 애들레이드에서 가장 큰 쇼핑 단지인 웨스트필드 매리언(Westfield Marion) 꼭대기에 자리잡고 있다.

### 벨기에
키네폴리스 브랜드를 보유한 최초의 영화관인 키네폴리스 브뤼셀은 1988년 개관 당시 메가플렉스 업계 최대의 선구자였다. 손님 유치 및 특별 이벤트와 같은 영화의 시각, 청각 및 개념적 측면에 다양한 혁신을 도입했다. 현재는 28개의 스크린과 6270석의 좌석을 보유하고 있다.

### 브라질
1999년에는 18개 스크린을 갖춘 UCI 뉴욕 시티 센터 멀티플렉스가 리우데자네이루 바라다티주카에 개장하여 브라질 최대 규모가 되었다.

### 캐나다
지난 수년간 캐나다 최대 규모의 영화관이 토론토에 자리해 왔다. 위에서 언급했듯이 18개 스크린(이후 21개 스크린)의 시네플렉스는 1980년대 후반까지 세계에서 가장 많은 스크린을 보유한 영화관이었지만, 21세기에 문을 닫을 때까지 캐나다에서 가장 큰 영화관으로 남아 있었다. 1998년 AMC는 캐나다로 사업을 확장하여 최대 24개의 스크린을 갖춘 대형 영화관을 짓고 1999년에 AMC 인터체인지 30인 30플렉스를 개장했다. 그 후 2008년에는 24개의 스크린을 갖춘 AMC 영 던다스(AMC Yonge Dundas) 24가 인근에 있다. 이튼 센터가 완공되었다. 시네플렉스 엔터테인먼트는 2012년에 다른 여러 캐나다 AMC 메가플렉스와 함께 이 극장을 구입하여 회사를 본격적으로 운영하게 되었다. 그 후 일부는 폐쇄되거나 엠파이어 시어터(Empire Theatres)에 인수되었다. AMC는 2014년 AMC 인터체인지 30을 폐쇄하여 캐나다를 떠났다.

### 인도
인도에서는 1990년대 중반부터 멀티플렉스가 급증하기 시작했다. 영화관 체인(Kantishiva Multiplex, INOX, PVR, Carnival Cinemas, SPI Cinemas, Asian Cinemas, Cinepolis 및 Big Cinemas 등)은 전국적으로 멀티플렉스를 운영한다. 인도 최대 규모의 멀티플렉스는 첸나이에 위치한 16개 스크린 규모의 멀티플렉스 Mayajaal이다.

### 일본
일본 최초의 멀티플렉스는 1993년 워너 브라더스(Warner Bros.)에 의해 건설되었지만 쇼치쿠가 1995년 도쿄 서쪽에 시네마 월드(Cinema World)를 건설할 때까지 멀티플렉스는 일본의 9대 도시 밖에 있었다. 2000년까지 멀티플렉스는 시장의 44%를 차지했으며 일본의 스크린 수는 1998년 2,000개 미만에서 2001년 거의 3,000개로 빠르게 증가했다. 스크린과 멀티플렉스의 확장으로 인해 9개 주요 도시의 총 수익에 대한 의존도도 줄어들었고 현재 영화의 일본 총 수익의 절반 이상이 해당 시장 외부에서 발생하고 있다.